# 5lo
5lo je N/A računalni virus tipa DOS koji napada memoriju računala tako što se upisuje na kraj .exe izvršnih datoteka koji se pokrenu na zaraženom računalu. Veličina zaraženih datoteka se povećava za oko 1 kilobajt, dok virusom biva zaražen i svako drugo računalo na kojem se pokrene neka od zaraženih datoteka. Virus 5lo je otkriven u listopadu 1992. godine, ali njegov autor je nepoznat. Virusova veličina iznosi 1,032 bajta.

## Opis i djelovanje virusa
Nakon što je jednom pokrenut, virus se lokalizira u radnoj memoriji koristeći instrukciju INT 21, AX=3521h. Svaka izvršna datoteka koja je nakon ovoga trenutka pokrenuta će biti zaražena tako što će virus dodati svoj kod i poruku promjenjivog sadržaja na njegov kraj. Nakon toga, virus mijenja vrijeme nastanka datoteke na vrijeme kada je zaražena, ali također i njezino polje 0Ch u zaglavlju datoteke na FFAAh. Dužina inficiranog dijela datoteke se kreće od 1000 do 1100 bajta, a najčešća dužina je 1032 bajta. Na mjestima gdje je neka zaražena datoteka pokrenuta, virus se premjesti u radnu memoriju.
Virus napada jednu datoteku samo jednom, a u memoriji može postojati samo jedna njegova instanca.
Najčešća poruka koju virus dodaje na neposredan kraj datoteke je:
92.05.24.5lo.2.23MZ
Druge poruke se sadrže u samom virusu, primjerice kod:
????????.EXE and *.EXE.
Virus instanciran u memoriji se ne može naći pomoću MEM /C. To je zbog toga što se virus instalira tako da ga pokreće sam operacijski sustav. Slobodna memorija se smanji za oko 2 kilobajta.